# OTR-23 Oka
L'OTR-23 Oka (in cirillico: OTP-21 Oка, nome in codice NATO: SS-23 Spider)  anche noto come 9K714, è stato un sistema missilistico balistico tattico (SRBM) di fabbricazione sovietica, sviluppata negli anni settanta dal KB Mashinostroyenia (KBM) entrata in servizio nel 1979 presso le Forze armate sovietiche.
Concepito per neutralizzare sistemi di difesa, aeroporti e fortificazioni avversarie poste fino a 500 km di distanza dal punto di lancio, l'Oka è stato disegnato anche per sferrare un attacco nucleare a livello divisionale.
Progettato come sostituto dello Scud e per operare al fianco del TR-1 Temp, è stato esportato in poche dozzine di esemplari solo in ex-repubbliche sovietiche o paesi vicini al blocco orientale e venne ritirato dal servizio nell'ottobre 1989 a seguito della ratifica del trattato INF.
Nel XXI° secolo il ruolo ricoperto dall'OTR-23 viene ora svolto dal sistema 9K720 Iskander presso le forze armate russe.

## Storia

### Sviluppo
La necessità di un sostituto dell'SS-1 Scud emerse negli anni settanta quando il sistema risultò essere obsoleto, perché caratterizzato da lunghi tempi di preparazione al lancio e da scarsa precisione.

## Caratteristiche
Il nuovo missile rappresentava un deciso miglioramento rispetto al predecessore, sia come strumentazione, sia come prestazioni (la gittata superava i 400 km, contro i 300 dello Scud), sia come tempi di lancio (appena 30 minuti, un terzo del predecessore). La velocità era di 9 Mach, e la precisione era decisamente più elevata. Inoltre, questo sistema d'arma era decisamente più piccolo e leggero del predecessore. Come lo Scud, il sistema di lancio previsto era da rampa mobile, precisamente un camion 8x8 modificato BAZ-6944,completamente anfibio(unico tra i lanciatori mobili) e dotato di buone caratteristiche fuoristrada.

### Armamento
Il sistema Oka impiegava missili della famiglia 9M714 delle seguenti versioni:
- 9M714V: versione con testata nucleare di potenza compresa fra i 10 e i 15 kt. La gittata massima era di 500 km
- 9M714F: versione con testata convenzionale da 450 kg. Gittata di 450 km
- 9M714K: versione con testata a frammentazione del peso di 715 kg. Gittata di 300 km

## Impiego operativo
L'SS-23 entrò in servizio con le forze armate sovietiche nel 1979. Mai impiegato in combattimento, le operazioni di smantellamento di questi sistemi missilistici avvennero anzitempo, a seguito alla ratifica del Trattato INF sulla riduzione dei missili a medio raggio.
L'ultimo sistema Oka venne smantellato il 27 ottobre 1989.

## Versioni
- OTR-23 Oka (9K714): versione originale del sistema, entrata in servizio nel 1979
- OTR-23 Oka-U (9K714U): versione aggiornata dell'OTR-23 Oka, il cui sviluppo è iniziato nel 1982. Equipaggiata con un nuovo missile 9M714U con CEP ridotto a 30 metri, guida radar e capacità di acquisire nuovi bersagli d fonti esterne (AWACS) e riorientare la traiettoria, non è mai entrata in servizio

## Utilizzatori

### Passati
Bulgaria
Ritirato nel 2002
 Rep. Ceca
Ritirato negli anni '90
 Germania Est
Ritirato negli anni '90
 Slovacchia
Ritirato nel  2000
 Unione Sovietica
Ritirato a seguito della firma del Trattato INF